# Lottie Dod
Lottie Dod, właśc. Charlotte Dod, „Little Wonder” (ur. 24 września 1871 w Bebington, zm. 27 czerwca 1960 w Sway) – angielska tenisistka, pięciokrotna mistrzyni Wimbledonu.
Wygrywając turniej wimbledoński w 1887 miała niespełna 16 lat i jest najmłodszą zwyciężczynią tego turnieju w grze pojedynczej kobiet. Powtórzyła sukces w 1888 oraz w latach 1891–1893. Wygrała ponadto tenisowe mistrzostwa Irlandii w 1887.
Utalentowana sportsmenka, zajmowała się także z sukcesami hokejem na trawie, golfem oraz łucznictwem. Reprezentowała Anglię w hokeju w latach 1889–1890, wygrała mistrzostwa Wielkiej Brytanii kobiet w golfie w 1904. W 1908 zdobyła srebrny medal olimpijski w łucznictwie.
W 1983 jej nazwisko wpisano do Międzynarodowej Tenisowej Galerii Sławy.